# Triplogyna major
Triplogyna major là một loài nhện trong họ Linyphiidae.
Loài này thuộc chi Triplogyna. Triplogyna major được Alfred Frank Millidge miêu tả năm 1991.